# 第二十二号掃海艇
第二十二号掃海艇 （だいにじゅうにごうそうかいてい）は、日本海軍の掃海艇。第十九号型掃海艇の4番艇。

## 艇歴

### 計画-竣工まで
④計画の700トン型掃海艇、仮称艦名第167号艦として計画。1941年10月6日、株式会社東京石川島造船所で起工。
1942年3月1日、第二十二号掃海艇と命名され、本籍を舞鶴鎮守府と仮定し、第七号型掃海艇の9番艇に定められる。4月1日、艦艇類別等級別表の改正で掃海艇の部中に第十九号型の項が新設され、その4番艇に定められる。28日進水。7月5日、艤装員事務所を深川区の石川島造船所深川工場内に設置し事務開始。31日竣工し、艤装員事務所を撤去。同日付で本籍を舞鶴鎮守府に定められ、第八艦隊第八根拠地隊附属に編入。横須賀に回航して舷外電路の試験と弾薬の一部搭載を実施し、8月1日舞鶴へ回航。

### 1942年
1942年8月4日舞鶴に入港し、防弾板の設置とそれに伴う磁差修正、水中探信儀の修理、需品積み込みを行う。13日、舞鶴を出港しラバウルへ向かう。途中、サイパンとトラックに寄港。26日、ラバウルへ向かう特設運送船さんくれめんて丸を護衛しトラック発、29日、ラバウル着。
9月1日、第一兵力部署：ビスマーク群島方面海上防備部隊、第二兵力部署：護衛部隊にそれぞれ配置。同日、陸軍徴傭船松江丸を護衛しラバウル発。同船のバザブアでの荷揚を警戒。6日、ラバウルに帰着。9日から9日間、ラバウル外港で対潜警戒に従事。18日、陸軍徴傭船和浦丸を護衛しラバウル発。同船のバザブアでの荷揚を警戒し、22日ラバウルに帰着。26日、特設水上機母艦山陽丸を護衛しラバウル発。27日、ショートランドに到着し、同日付で軍隊区分ショートランド方面防備部隊に配置。
10月1日、船団（4隻）を護衛しショートランド発。2日に爆雷戦を行い、損害無く3日ラバウル着。6日、船団（2隻）を護衛しラバウル発、7日ショートランド着。8日、第16号駆潜艇に協力し、特務艦鳴戸ほか1隻を護衛。9日、ショートランドへ向かう特務艦鶴見を護衛するため船団から分離し、10日ショートランド着。12日、鶴見ほか1隻を護衛しショートランド発、14日カビエン着。15日、トラックを出港した特設運送船日出丸と合同のためカビエン発。16日に日出丸と合流し、17日ラバウル着。20日、陸軍徴傭船山浦丸を護衛しラバウル発、21日ショートランド着。24日、船団（2隻）を護衛しショートランド発、26日ラバウル着。31日、陸軍徴傭船ぶりすべん丸を護衛しラバウル発、同日陸軍徴傭船能登丸が被雷し航行不能となったため爆雷戦を行う。
11月1日、ショートランド着。同日付で第八艦隊第一根拠地隊に編入。以後第一根拠地隊編入中は記述のある期間を除き、ショートランド泊地の哨戒、掃海、設標に従事。13日から14日にかけてムンダ作戦に参加。19日、船団を護衛しショートランド発、20日ラバウル着。26日、船団を護衛しラバウル発、28日ショートランド着。
12月7日から8日にかけてムンダへの輸送に従事。15日、船団を護衛しショートランド発、16日ラバウル着。

### 1943年
1943年1月1日、船団を護衛しショートランド発、3日ラバウル着。16日までラバウルに在泊し、船団（3隻）を護衛しラバウル発、18日ブイン着。26日、船団を護衛しショートランド発、28日ラバウル着。
2月2日、特務艦野島を護衛しラバウル発、3日ショートランド着。18日から19日にかけてコロンバンガラ島への輸送と船団護衛に従事。22日、船団を護衛しショートランド発、23日ラバウル着。25日から27日にかけてコロンバンガラ島への輸送と船団護衛に従事。
3月1日現在、兵力部署ショートランド湾（RWO）海上防備部隊。5日、特設航空機運搬艦五州丸を護衛。20日、第三高周丸をキエタまで護衛。21日、修理のためラバウルへ回航。4月1日までラバウルに在泊。
4月1日、船団（5隻）を護衛しラバウル発、3日ショートランド着。9日、特設水上機母艦神川丸を護衛しショートランド発、10日ラバウル着。13日、海軍徴傭船辰南丸を護衛しラバウル発、15日ショートランド着。26日、陸軍船よりひめ丸を護衛しショートランド発、28日ラバウル着。
5月2日、ショートランドへ回航。5日にコロンバンガラ輸送の橿丸を、9日には同じくコロンバンガラ輸送の如月丸をそれぞれベララベラ島ホラニウ沖まで護衛。10日、船団（5隻）を第15号掃海艇と護衛しショートランド発、12日ラバウル着。18日、特設運送船第十八眞盛丸を護衛しラバウル発。途中ブカを経由し19日ショートランド着。
6月9日、船団（2隻）を特設駆潜艇第十九日東丸と護衛しショートランド発、11日ラバウル着。18日までラバウルで整備を行う。18日、船団（3隻）を護衛しラバウル発、20日ショートランド着。25日、陸軍徴傭船協成丸をホラニウまで護衛。
7月4日、協成丸護衛のためショートランドを発し、同日ショートランドに帰着。17日、ショートランドで空襲を受け被爆損傷。18日、同じく空襲で損傷した第15号掃海艇を曳航しラバウルへ回航。20日からラバウルで修理と検査を行う。
8月1日、本艇は舞鶴鎮守府部隊へ、第15号掃海艇は呉鎮守府部隊へそれぞれ転出し、本艇は同日付で役務を舞鶴鎮守府警備掃海艇に定められ、第一兵力部署：海面防御部隊、第二兵力部署：護衛部隊第一護衛隊にそれぞれ配される。これら2隻の代わりとして第26号掃海艇と第28号掃海艇が横須賀鎮守府から第一根拠地隊へ転出した。25日、第26号掃海艇と第28号掃海艇のラバウル到着と入れ替わりにオ605船団（5隻）を護衛しラバウル発。出港直後に1隻が被雷しラバウルへ反転したが、他の4隻を護衛して9月2日、パラオに到着した。
9月17日、舞鶴に入港。本艇の舞鶴入港と入れ替わりで、第20号掃海艇と第21号掃海艇は鎮海警備府部隊へ転出した。26日から本艇と第五十二掃海隊の第24号掃海艇は、舞鶴海軍工廠で修理を兼ねて九三式水中聴音機二型甲小艦艇用の設置工事を行う。工事終了後の10月29日、能登半島猿山岬沖の哨区に出動。31日、他艇と交代し新潟へ回航。
11月5日、本艇に対し10日付の南東方面艦隊作戦指揮下への編入が内示されたため、舞鶴へ回航。10日、南東方面艦隊作戦指揮下に編入。軍隊区分R方面防備部隊に配置。二式掃海具二型を搭載し17日、舞鶴発。
12月1日、第21号掃海艇とともに2123船団と会合しトラックへ向かう。5日、トラックに入港。10日、第八艦隊第八根拠地隊に編入。1103船団（3隻）を太刀風、第21号掃海艇、第48号駆潜特務艇と護衛しトラック発。15日、船団から分離しカビエンへ向かう第十八眞盛丸をカビエン港口まで護衛。その後船団に追及したが、船団は既にラバウルへ入港済みだったためラバウルへ向かう。16日、ラバウルに入港。17日、ラバウルで便乗者60名を乗艇させ、羽黒からはカビエンへの托送品を本艇に移載しラバウル発。18日カビエンに入港。入港後、同地で掃海作業を行う。25日、カビエン在泊中にアメリカ艦上機の空襲を受け損傷。2名戦死、重軽傷16名。直撃こそなかったものの多数の至近弾によりあらゆる箇所に不具合が生じた。29日、同じく25日の空襲で損傷した特設運送船清澄丸を護衛しカビエン発。同日、清澄丸が油送ポンプの故障により航行不能となったため、これを長浦に曳航させ、本艇は2隻を護衛しカビエンに帰還。30日、護衛に夕凪を加え、再度清澄丸を護衛しトラックに向けカビエン発。

### 1944年
1944年1月1日、清澄丸が被雷し航行不能となったため、清澄丸の周囲を旋回し警戒。3日、大淀、秋月、那珂、谷風が来援する。4日、燃料補給のため救難隊から分離し、6日トラックに入港。8日から応急修理を行い、13日からは明石の支援を受ける。27日、4127船団（3隻）に同行しサイパンへ向かう。
2月3日、サイパン着。9日、同船団に同行しサイパン発。14日、父島着。15日、父島発、19日横須賀着。21日、舞鶴回航を兼ねて7221船団（2隻）を護衛し横須賀発。途中、伊良湖、尾鷲、徳山を経由して輸送船を分離し、27日舞鶴着。29日から舞鶴海軍工廠三番船渠に入渠し修理を行う。この修理の際に主砲を1基撤去し、25mm機銃連装1基、同単装3基を装備した。入渠中の3月10日、第四艦隊第三十根拠地隊附属に編入。19日出渠し、引き続き第一岸壁で4月2日まで修理を継続。
4月8日、舞鶴発、9日門司着。13日、モタ17船団（5隻）を護衛し門司発、14日鎮海着。船団名は竹モタ17となり、16日鎮海発。途中泗礁山を経由し、27日マニラ着。
5月5日、陸軍徴傭船青葉山丸を護衛しダバオへ向かう。6日から爆雷戦を行うが、7日に青葉山丸が被雷。ダバオ行きを取りやめ、バシラン島ラミタンへ向かい8日入港。9日、サンボアンガに転錨。12日、海軍徴傭船第十二雲海丸を第12号駆潜特務艇と護衛しザンボアンガ発。イガット、ボロット、グランを経由し、15日ダバオ着。17日、特設運送船彦島丸を護衛しダバオ発、23日パラオのヨオ水道に到着。24日、便乗者149名を乗艇させ、彦島丸を第61号駆潜特務艇、第64号駆潜特務艇と護衛しヤップへ向かう。26日、ヤップに到着し便乗者を下艇。29日、往航と同じ編成でヤップ発、31日パラオ着。
6月1日、南西方面艦隊作戦指揮下に編入、軍隊区分南西方面部隊に配置。2日、軍隊区分濠北部隊に配置。第128号特設輸送艦を護衛しパラオ発、ソロンへ向かう。3日、軍隊区分第六警備部隊に配置。4日、モロタイ島北東でアメリカ陸軍航空隊機の空襲を受ける。その際に第128号特設輸送艦が行方不明となったため、周辺を捜索後ハルマヘラ島カウ湾へ回航。9日、第101号特設輸送艦と第102号特設輸送艦を護衛しカウ湾発、アンボンへ向かう。12日、経由地のタワで触礁したが、第101号特設輸送艦により曳航され離礁に成功。13日、アンボン着。14日、リットルサルへ回航。15日、船団（2隻）を第5号掃海艇と護衛しリットルサル発。途中ベスビウス、ナムレアを経由し、18日アンボン着。19日、第149号特設輸送艦を護衛しアンボン発、カウ湾へ向かう。20日、経由地のコフィアウで帆風と合流。21日、次の経由地ゲベへ向け出港後、津軽被雷の知らせにより、帆風とともに津軽の救援に向かう。同日、津軽の救援を帆風に任せ、本艇はゲベへ回航し第149号特設輸送艦と合流。22日、ゲベ発。インゲラン、ミチを経由し、24日カウ湾着。26日、船団（4隻）を帆風と護衛しカウ湾発。ボレマジロへ向け航行中の28日、舵機が故障したため船団から分離してボレマジロへ向かい、同日着。30日、ボレマジロ発。タワ、アサウジを経由し、7月1日アンボン着。
7月2日、船団（2隻）を帆風と護衛しアンボン発。6日、北緯03度25分 東経125度30分 / 北緯3.417度 東経125.500度の地点で帆風が被雷沈没したため対潜制圧を行う。7日、軍隊区分第六警備部隊編入を解かれ第三十根拠地隊指揮下に復帰。8日、カウ湾着。18日、第三十根拠地隊は第三南遣艦隊隷下となる。以後、7月中はスラウェシ島周辺海域で護衛と対潜掃蕩に従事。
11月11日、パラオ付近でアメリカ軍機の空襲を受け沈没した。
1945年1月10日、第二十二号掃海艇は第十九号型掃海艇から削除され、帝国掃海艇籍から除かれた。

## 掃海艇長
艤装員長
1. 藤森三郎 予備大尉：1942年6月30日 - 1942年7月31日

掃海艇長
1. 藤森三郎 予備大尉/大尉：1942年7月31日 - 1944年4月1日
2. 安田弘 大尉/少佐：1944年4月1日 - 1944年11月11日